# Amenzalizem
Amenzalizem je proces, pri katerem s sproščanjem v okolje različnih snovi ena populacija zavira razvoj druge ali tudi svoje vrste, od tega da zavira razvoj pa sama nima koristi. Najpogostejše je pa to pri mikroorganizmih (npr. to so glive, ki z antibiotiki uničujejo bakterije). Zaviranje razvoja je tudi lahko med osebki iste vrste različne starosti.